# Les Explorateurs
Les Explorateurs est un magazine québécois de science pour les 6–9 ans. Il fait partie de la famille du magazine Les Débrouillards.
Lancé en novembre 2001 par l’équipe des Débrouillards, il s’inscrit dans la tranche d’âge antérieure aux lecteurs de celui-ci. Un troisième magazine, Curium, s’adressant à la tranche d’âge supérieure (14–17 ans) a été lancé en 2014.
Publié tout d’abord à raison de quatre numéros par année pendant deux ans, Les Explorateurs est passé à dix numéros par an en 2003. Composé à l’origine de matériel repris d’un partenaire canadien-anglais, ChickaDEE, il est rapidement devenu en grande majorité composé de matériel inédit.
« On rejoint autant les garçons que les filles », affirmait en 2011, à l’occasion du 10e anniversaire, celle qui en était la rédactrice en chef depuis 2003, Sarah Perreault. « C'est un groupe d'âge où il y a moins de disparités, et les intérêts sont assez similaires. Les enfants ont le même attrait pour les animaux et pour la bande dessinée, c'est après que les intérêts vont changer ».
Créé comme un outil d’éveil à la science, Les Explorateurs a dû aussi devenir un outil d’éveil à la lecture, vu l’âge de son lectorat. Il a pris une place laissée vacante au Québec après la fermeture des magazines Hibou et Coulicou[réf. nécessaire].
Le magazine privilégie donc les textes courts, les sujets découpés en plusieurs parties, accompagnés abondamment de photos et de bandes dessinées. Les animaux figurent en tête des sujets privilégiés par les jeunes de cet âge.
Des fiches pédagogiques, destinées aux enseignants du primaire, accompagnent également chaque numéro.